# Hans-Jürgen Breuste

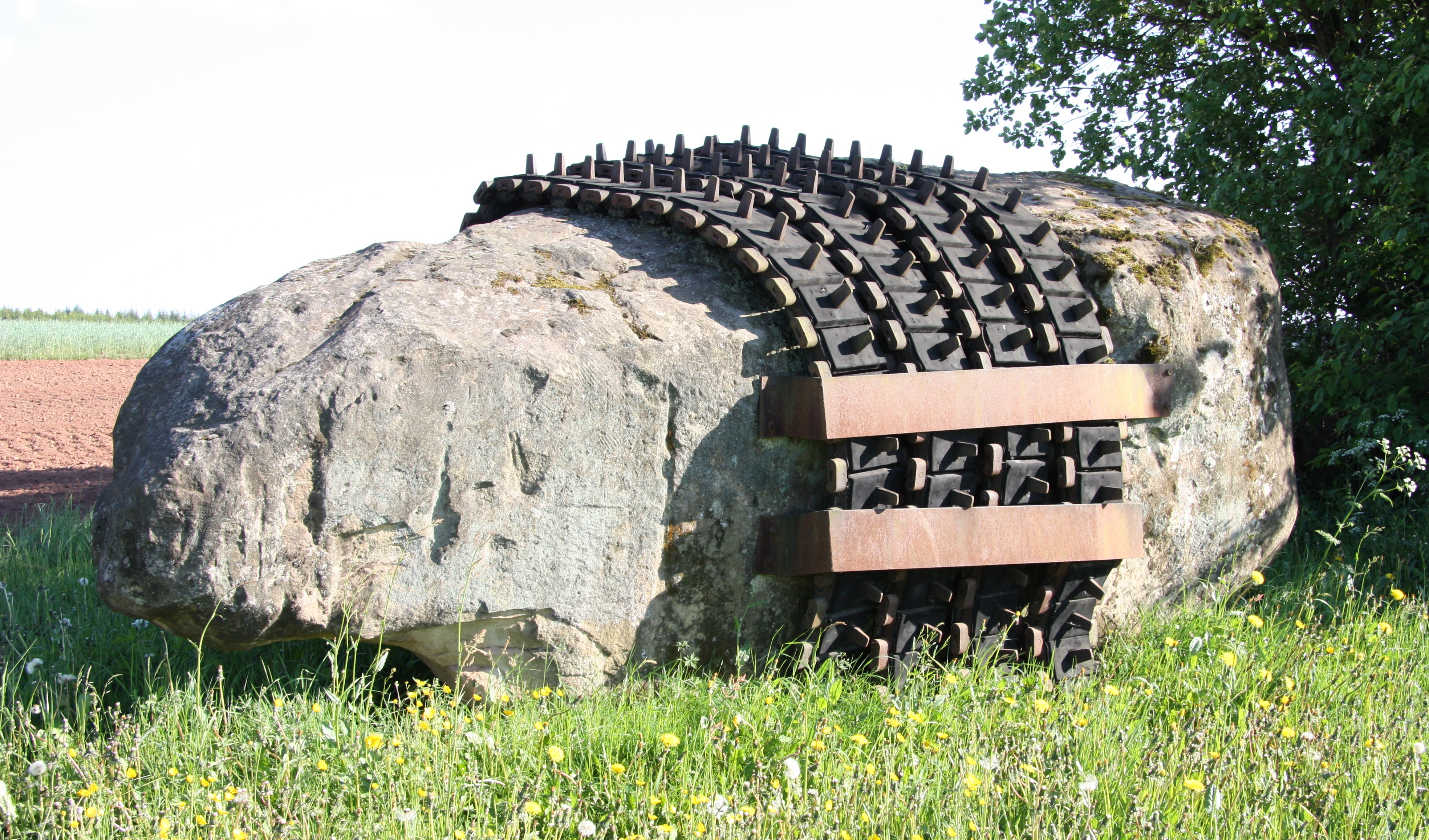
Overkill 1982 – Die Kräfte der Steine und die Kräfte, die Steine bersten lassen (1982). Findling, Geschützrohre, Panzerketten, Textplatten. Straße der Skulpturen, St. Wendel

Hans-Jürgen Breuste (* 21. Mai 1933 in Hannover; † 28. Januar 2012 ebenda) war ein deutscher bildender Künstler und Objektkünstler.

## Leben
Hans-Jürgen Breuste machte 1949 eine Lehre als Maurer und zunächst arbeitete er in diesem Beruf. Ab 1956 begann er, sich künstlerisch zu betätigen. Während seiner „Holz- und Eisenzeit“ in Hannover-Linden übte die Bekanntschaft mit Jorge La Guardia ab 1970 einen gegenseitigen Einfluss aufeinander aus.

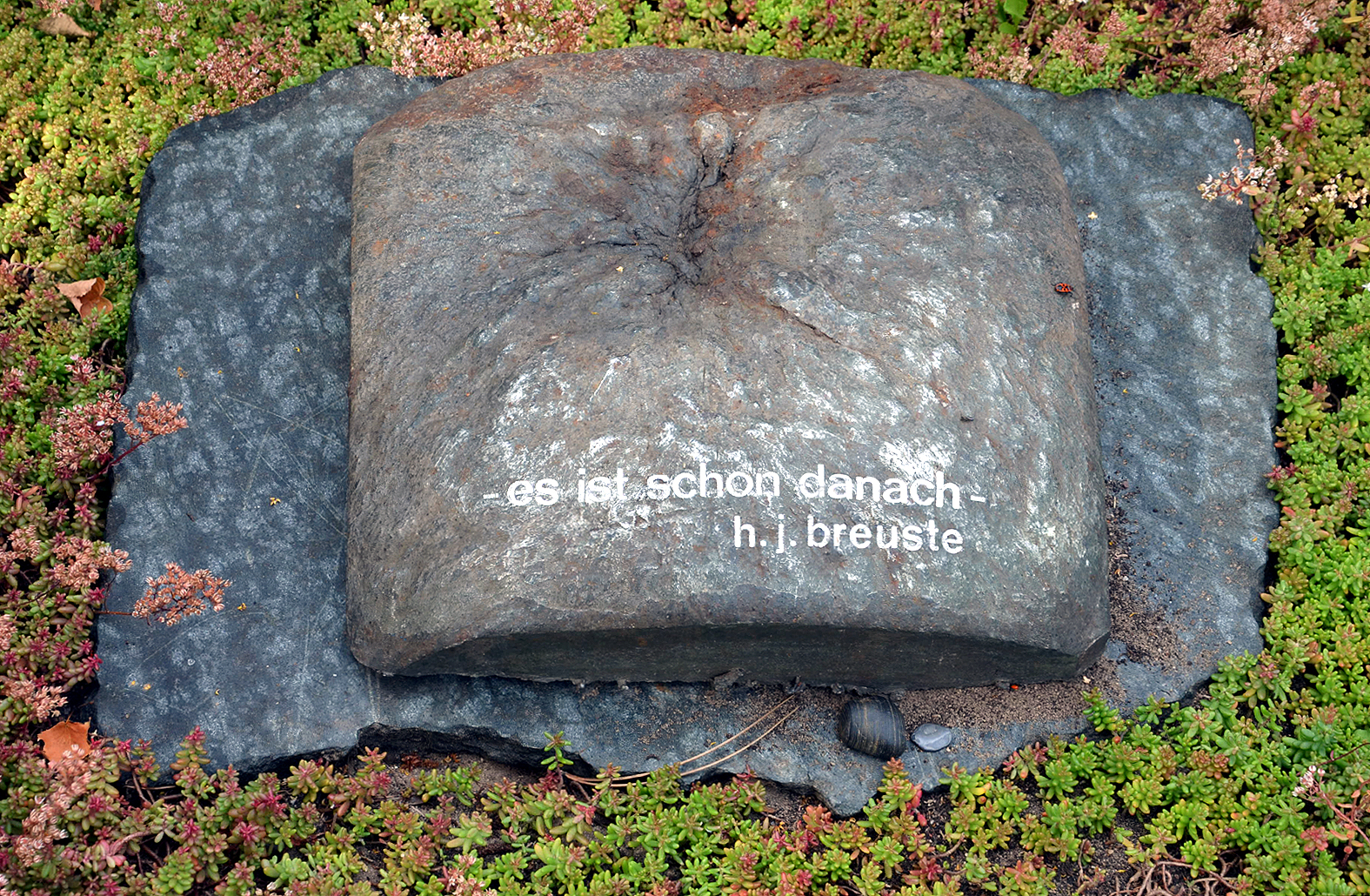
„- es ist schon danach -“, Grabstein auf dem Neuen St.-Nikolai-Friedhof in Hannover-Nordstadt

Von der Hochschule für Bildende Künste in Münster erhielt Breuste in den Jahren 1976 bis 1978 einen Lehrauftrag, 1980 von der Fachhochschule Hannover. 1991 lehrte er an der Internationalen Sommerakademie für Bildende Kunst Salzburg, zusammen mit Almut Breuste. Breuste lebte und arbeitete in Hannover.
Breustes Grabstein mit der Aufschrift „- es ist schon danach -“ findet sich auf dem Neuen St.-Nikolai-Friedhof in Hannover-Nordstadt.

### Auszeichnungen und Ehrungen
- 1969 Niedersächsischer Förderpreis für junge Künstler; Kunstpreis der Stadt Wolfsburg
- 1973 Will-Grohmann-Preis der Akademie der Künste Berlin
- 1981 Kunstpreis des Landes Niedersachsen
- 1982 Kunstpreis der Stadtsparkasse im Kunstverein Hannover
- 1988 Sonderpreis des Deutschen Künstlerbundes[4]
- 2006 „pro visio“-Preis der Stiftung Kulturregion Hannover[5]
- 2008 Verdienstkreuz am Bande des Niedersächsischen Verdienstordens

Quelle:

## Werk

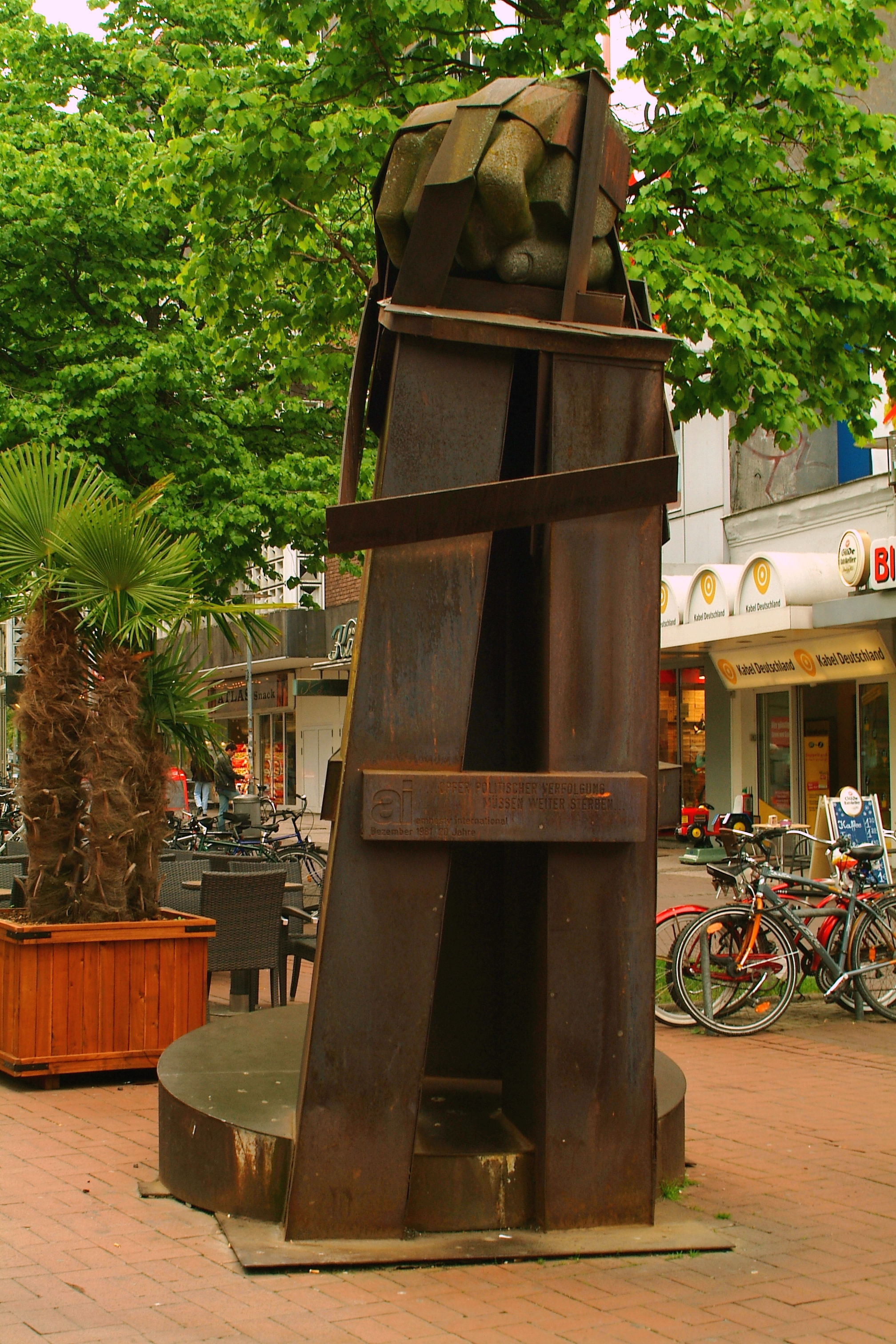
Bogside `69 (1981). Hannover

Anfang der 1960er Jahre entstanden zunächst figürliche Arbeiten u. a. aus Bronze. Bekannt wurde Breuste später mit seinen Arbeiten aus alltäglich Weggeworfenem, Ausrangiertem, dem scheinbar Wertlosen. Er brachte es in Assemblagen zum Sprechen. Die Herkunft und Geschichte jedes Stücks wurde dabei Teil der Aussage des Kunstwerks. So schaffte Breuste Orte wider das Vergessen. „Er kompensiert den Zerfall des Weltlichen durch das Gegenwerk des Geistes, der kein Ende, kein Nichts zulässt. Er lässt aber den Dingen die Traurigkeit des Verfalls.“ (Professor Otto Mauer, Wien)
Breustes Arbeiten transportieren häufig eine politische oder sozial-kritische Botschaft.
„Die Arbeiten Breustes scheinen eine fortwährende Auseinandersetzung mit quälenden Gedanken über Gewalt, Bedrohung, Aggression, Gefangensein zu beinhalten. Gitter, Käfige, Gehäuse, Ketten und Seile, oder Ketten mit Kugeln, die Folterwerkzeugen gleichen, deuten immer wieder Gefangenschaft, Unterdrückung, Gebärden des Schutzes an.“ [Jürgen Morschel 1972]
Dies illustrieren insbesondere die beiden Arbeiten Bogside `69 (1981) und Overkill 1982 – Die Kräfte der Steine und die Kräfte, die Steine bersten lassen (1982). Erstere, anlässlich des 20-jährigen Bestehens von Amnesty International aufgestellt, erinnert an die Bürgerrechtsverletzungen gegenüber den katholischen Nationalisten im Nordirlandkonflikt, die 1969 eskalierten.
Die andere, eine Assemblage aus Waffenteilen und einem Findling, platzierte er 1982 – in einer Zeit der weltweiten nuklearen Hochrüstung – an der Straße der Skulpturen, St. Wendel, die zur Straße des Friedens gehört. Als Zeitpunkt der Aufstellung wählte Breuste just jene Stunden, als Ronald Reagan Bonn besuchte. „Resignation macht willenlos. Es ist das Ziel Breustes, die Menschen, die vor seinen Arbeiten stehen, davor zu bewahren. Er provoziert, um wachzurütteln. Ihn stört weniger die begründete gegensätzliche Meinung als die dumpfe Passivität und die inaktive Gleichgültigkeit, auf die er bei der Vorbereitung seiner Ausstellungen wiederholt gestoßen ist.“ (Jürgen Weichardt 1985)
Etliche seine Arbeiten erinnern an den Terror und das Morden während der nationalsozialistischen Diktatur.

### Mahnmal Rampe Bergen-Belsen

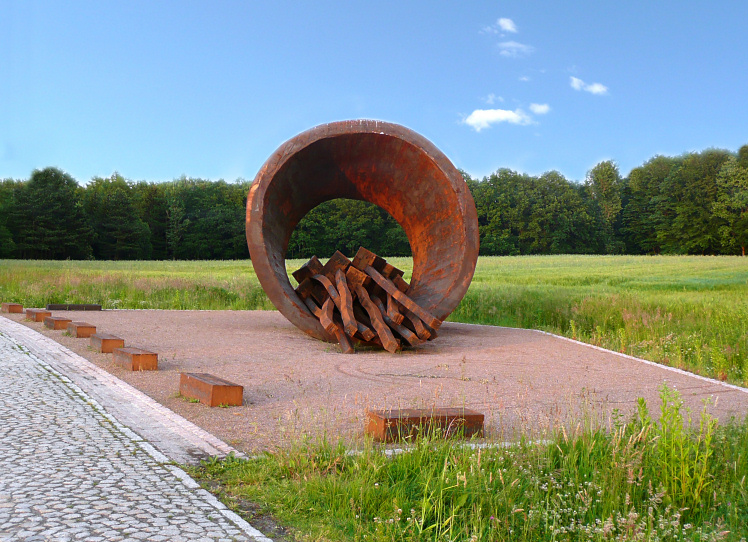
Mahnmal an der Verladerampe Bergen-Belsen

Das Mahnmal Rampe Bergen-Belsen (zusammen mit Almut Breuste) etwa liegt an der Eisenbahnverladerampe, an der die Güterzüge der Reichsbahn mit Kriegsgefangenen und KZ-Häftlingen für das KZ Bergen-Belsen ankamen. Von hier aus mussten sie ins 6 km entfernte Lager marschieren (oder wurden nach Auschwitz oder Theresienstadt abtransportiert). Beschrieben wird das Mahnmal folgendermaßen: Der riesige, 90 t schwere Koloss löst einen Sog aus, näher zu treten. Seine Trichterform weckt Assoziationen an die Endgültigkeit eines Schmiedeofens. Indem das beklemmende Mahnmal den Betrachter der Härte und der Rohheit des rostenden, aufspringenden Stahls ausliefert, macht es sein Wissen um die Gewalt und die Erbarmungslosigkeit gegenüber den geschändeten Menschen spürbar.

### Rosebusch Verlassenschaften

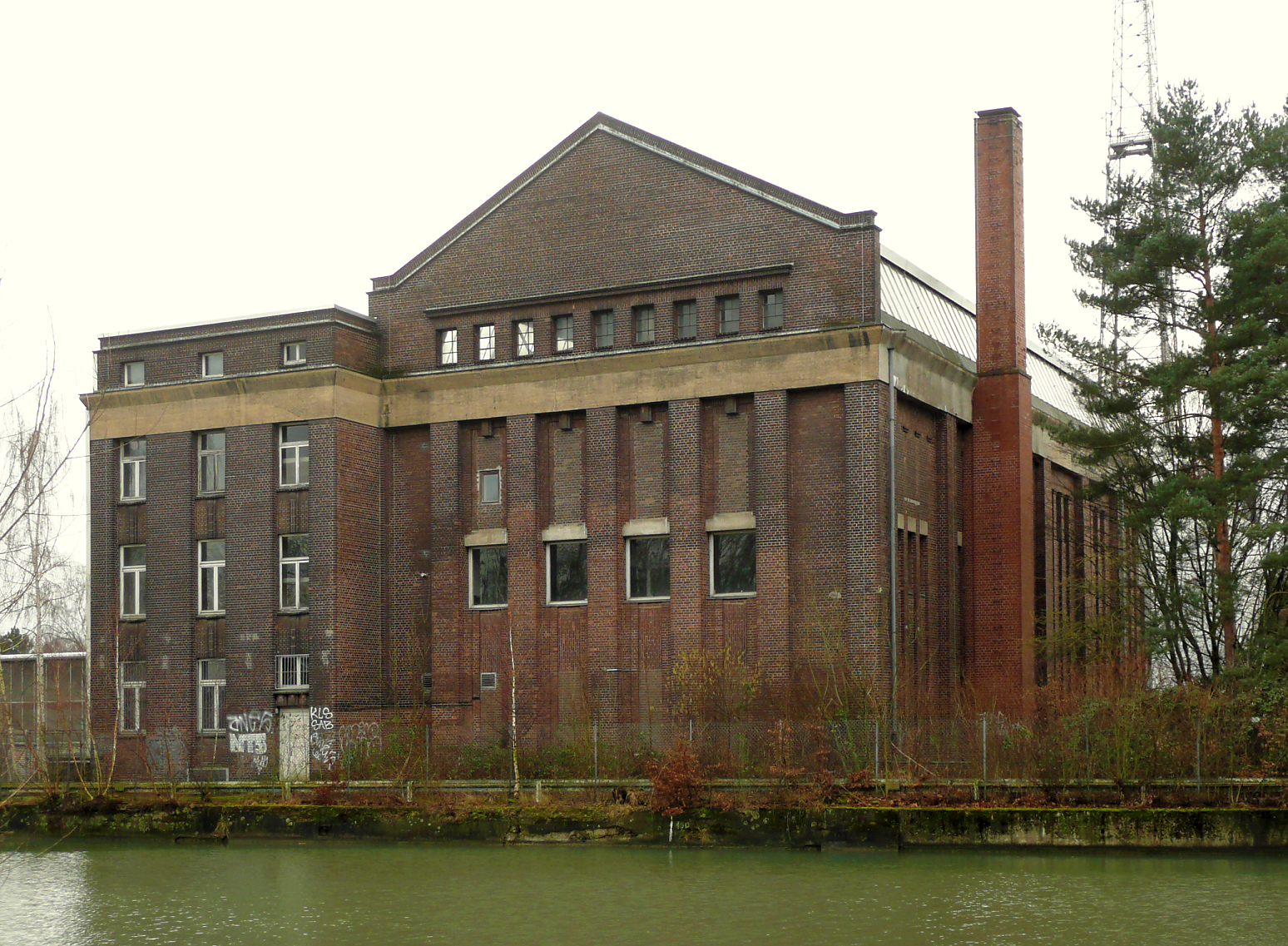
Turbinenhalle mit der Ausstellung

Ein Hauptwerk Breustes ist das Projekt Rosebusch Verlassenschaften, an dem er zusammen mit seiner Frau Almut Breuste seit 1997 arbeitete. In der Turbinenhalle des ehemaligen Umspannwerks der PreussenElektra in Hannover-Ahlem trugen sie unzählige Gegenstände, vieles davon aus dem ehemaligen Continental-Werk Hannover-Limmer, zusammen. Angesichts der ausgebreiteten Gegenstände – ausrangierte Eisen, Gummi, Holz oder Textilien – erkennt der Betrachter ihre Geschichte bzw. projiziert sie in sie hinein.
Ausgestellt ist auch die Rauminstallation Objekt Litzmannstadt, das sich im Besitz des Landes Niedersachsen befindet. Die Nationalsozialisten benannten im Zweiten Weltkrieg die Stadt Łódź in Polen um in „Litzmannstadt“. Das 1940 dort eingerichtete Ghetto Litzmannstadt war Ausgangspunkt für die Vernichtung der zweitgrößten jüdischen Gemeinde Polens und weit darüber hinaus. Im Objekt Litzmannstadt führt das Ehepaar Breuste u. a. über 2500 Lazaretttragen in meterlangen Reihen und, ihnen gegenüber, Fotografien von Zwangsarbeitern, Briefe und Namenslisten von Deportierten zusammen. Das Gesammelte und Bewahrte verdichtet sich zu einem Ort, der eine Gedankenwelt erzeugt, die in der Plastizität und Gegenwärtigkeit der ermöglichten Erinnerung weit über den konkreten Ort und über die konkrete Funktion der Objekte hinausgeht.

„Wenn die Erinnerung, ja auch jedes einzelne dieser Pritschen, Schrauben, Riemen, Matten, Seile, Schnallen, Bleche, Gitter, Platten, Schuhe usw. ein eigenes Schicksal haben mag, so ist nicht die Sehnsucht nach dem Vergangenen und der Vergänglichkeit das künstlerische Thema, sondern die Aufhebung der Vergänglichkeit durch neue Zuordnungen, überraschende Zusammenstellungen und serielle Blickerweiterungen.“

Das Projekt Rosebusch Verlassenschaften wurde von der Stiftung Kulturregion Hannover gefördert.

### Werke im öffentlichen Raum (Auswahl)
- 1971 Overkill I + II (2-teilige Skulptur), entstanden für das Symposion Urbanum, heute auf der Rückseite der Tribüne am Zeppelinfeld, Reichsparteitagsgelände Nürnberg
- 1974 Gefangene Steine 1. Universität Erlangen[14]
- 1974 Mahnmal zum Gedenken an die Duisburger Synagoge und die Opfer der Verfolgung. Eisen, 4,20 m hoch. Rabbiner-Neumark-Weg (Stadtmauer), Duisburg[15]
- 1978–82 Wik oder Feuer aus den Kesseln. Ratsdienergarten, Kiel. Die Skulptur aus Granit und Cor-Ten-Stahl erinnert an den Kieler Matrosenaufstand 1918.[16]
- 1981 Bogside '69. Hannover, anlässlich des 20-jährigen Bestehens von Amnesty International[17]
- 1982 Overkill 1982 – Die Kräfte der Steine und die Kräfte, die Steine bersten lassen. Straße der Skulpturen, St. Wendel
- 1983 Friedensmahnmal am Mühlenberg, Hannover
- 1984 Derry. Sprengel-Museum, Hannover
- 1987 Zwangsarbeiter-Mahnmal am ehemaligen KZ Hannover-Stöcken (Akkumulatorenwerke), Hannover-Stöcken[18]
- 1989 Mahnmal Gerichtsgefängnis Hannover. Hannover
- 1989 Tragik. Passau
- 1990 Sanctuarie. Internationales Stahlsymposion Dillingen/Saar[19]
- 1990 Störfälle. Wissenschaftszentrum Weihenstephan für Ernährung, Landnutzung und Umwelt, Freising
- 1991 Time is turning. Osnabrück
- 1989–91 Polumo I-IV. Vier große Stahlplastiken auf dem Gelände des Kreishauses Peine, im Auftrag des Landkreises Peine. Das Material stammt aus den Stahlwerken Peine und Salzgitter.[20]
- 2008 Mahnmal Rampe Bergen-Belsen, KZ Bergen-Belsen (zusammen mit Almut Breuste)

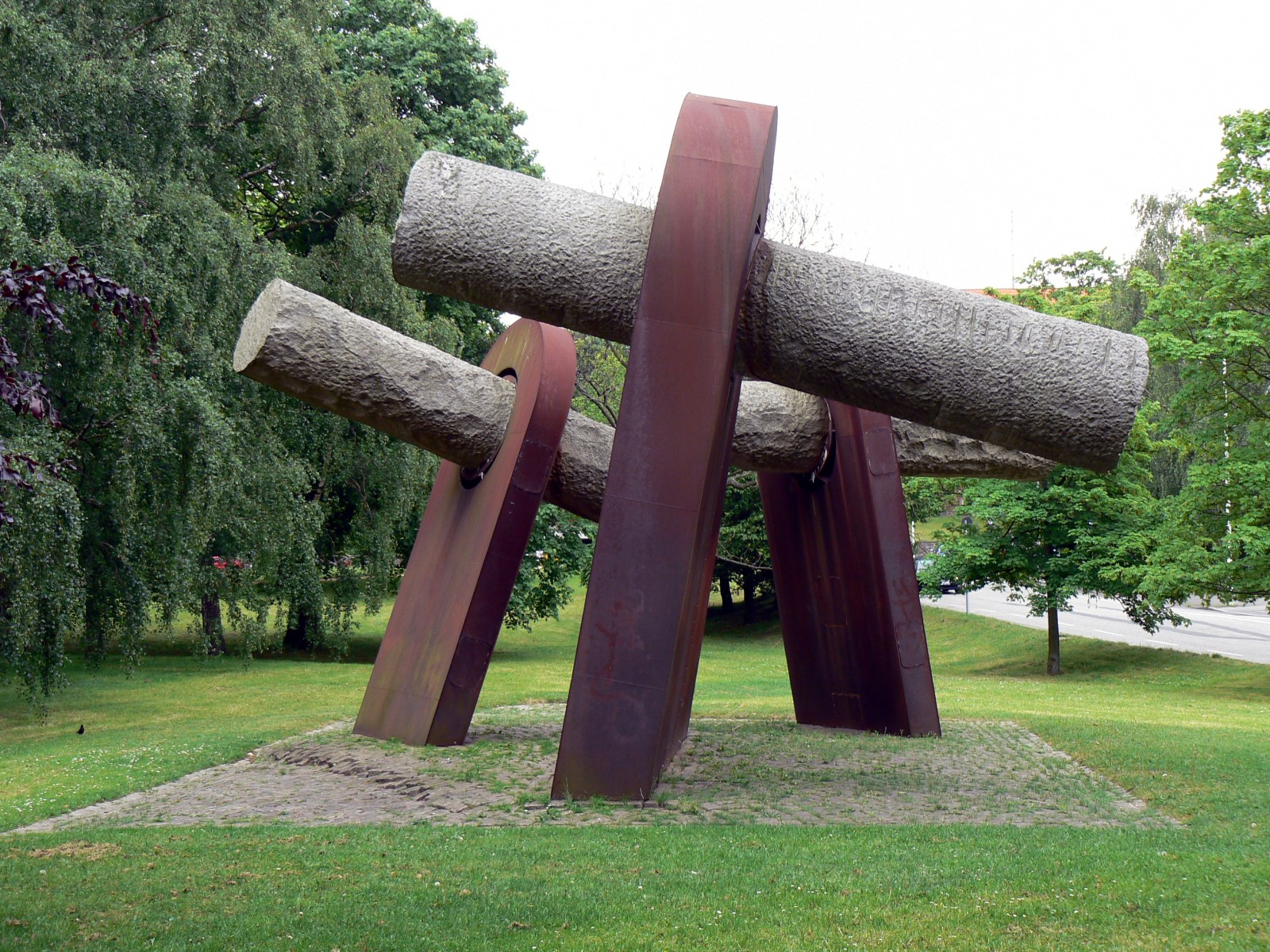
Wik (1978–82), Ratsdienergarten, Kiel
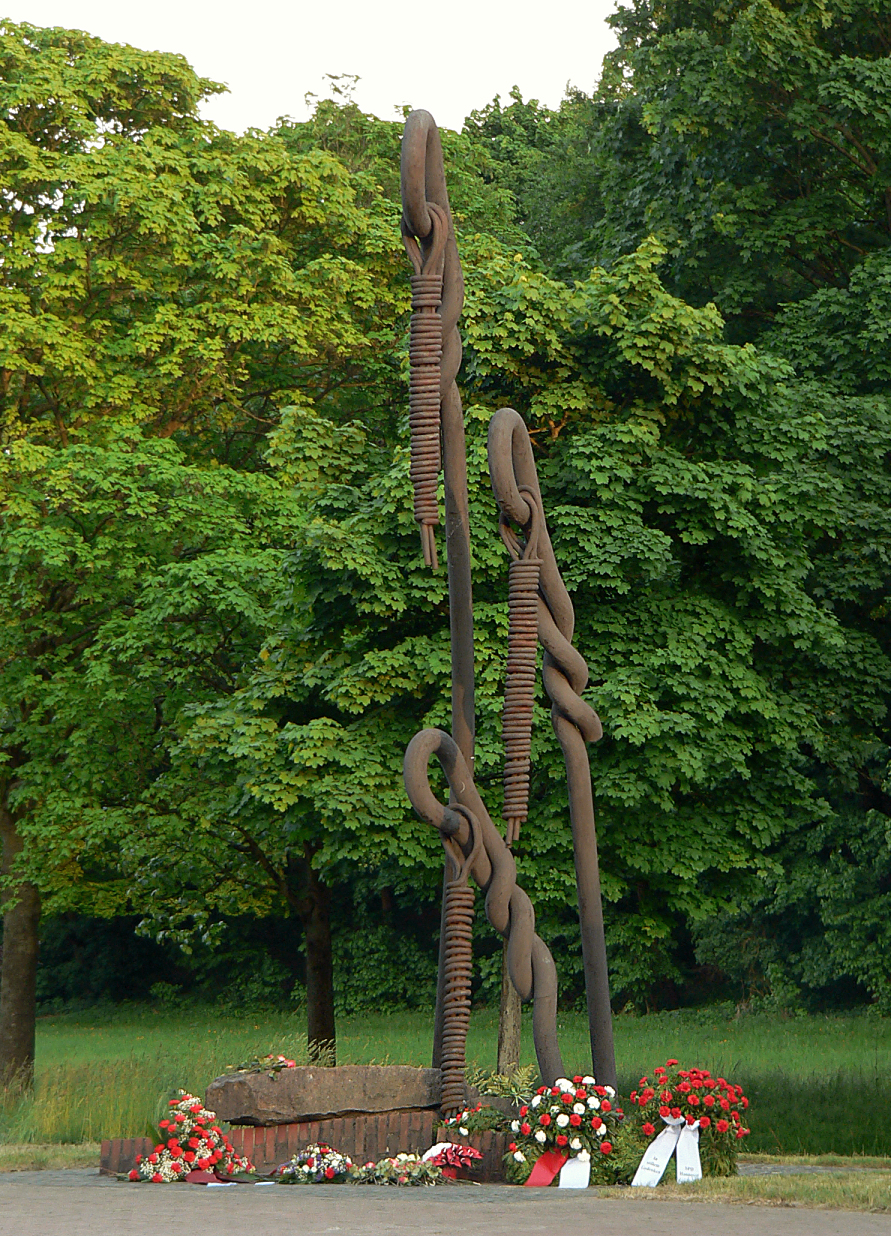
Zwangsarbeiter-Mahnmal (1987) am ehemaligen KZ Hannover-Stöcken (Akkumulatorenwerke), Hannover-Stöcken
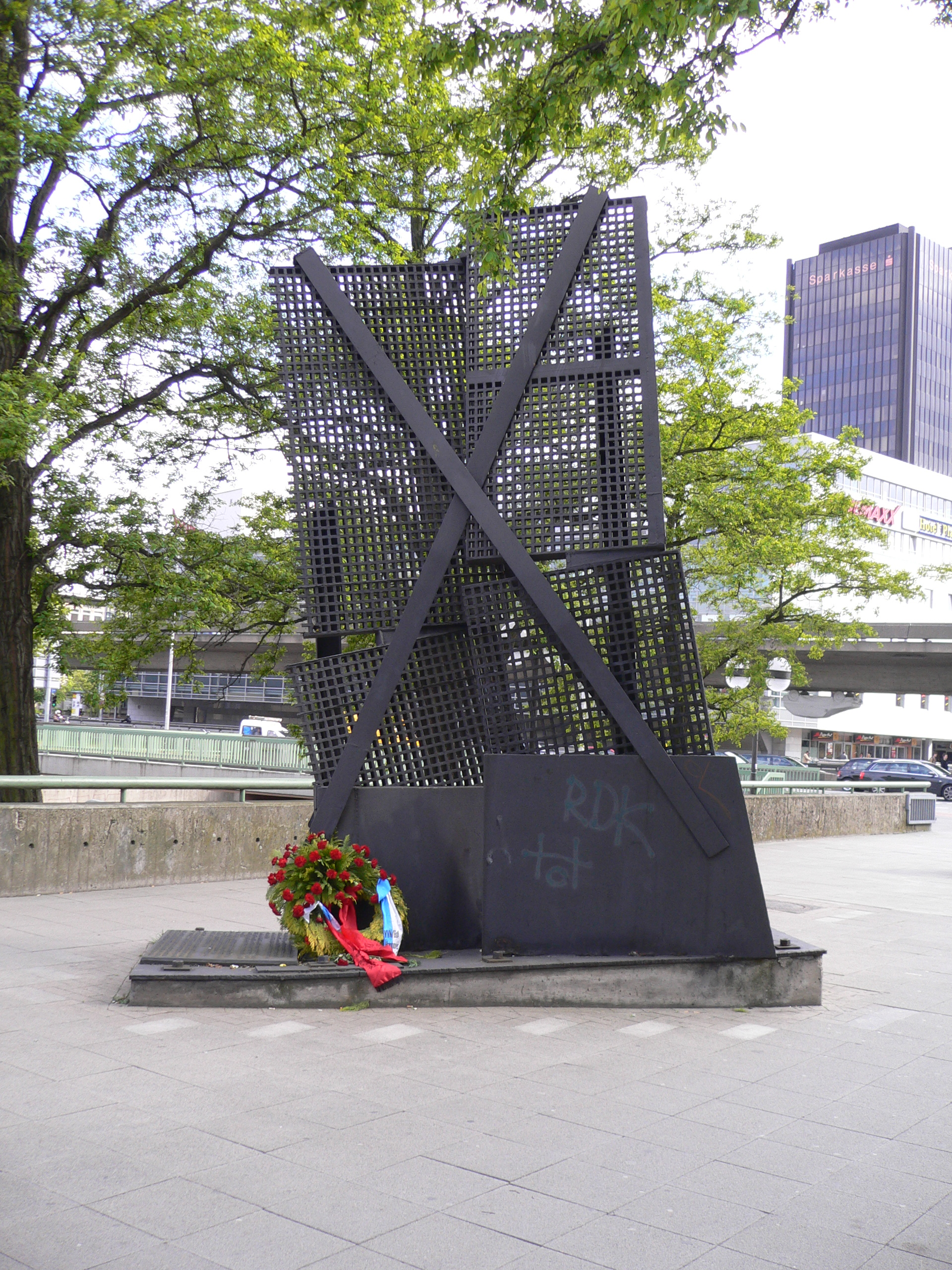
Mahnmal Gerichtsgefängnis Hannover (1989), Hannover
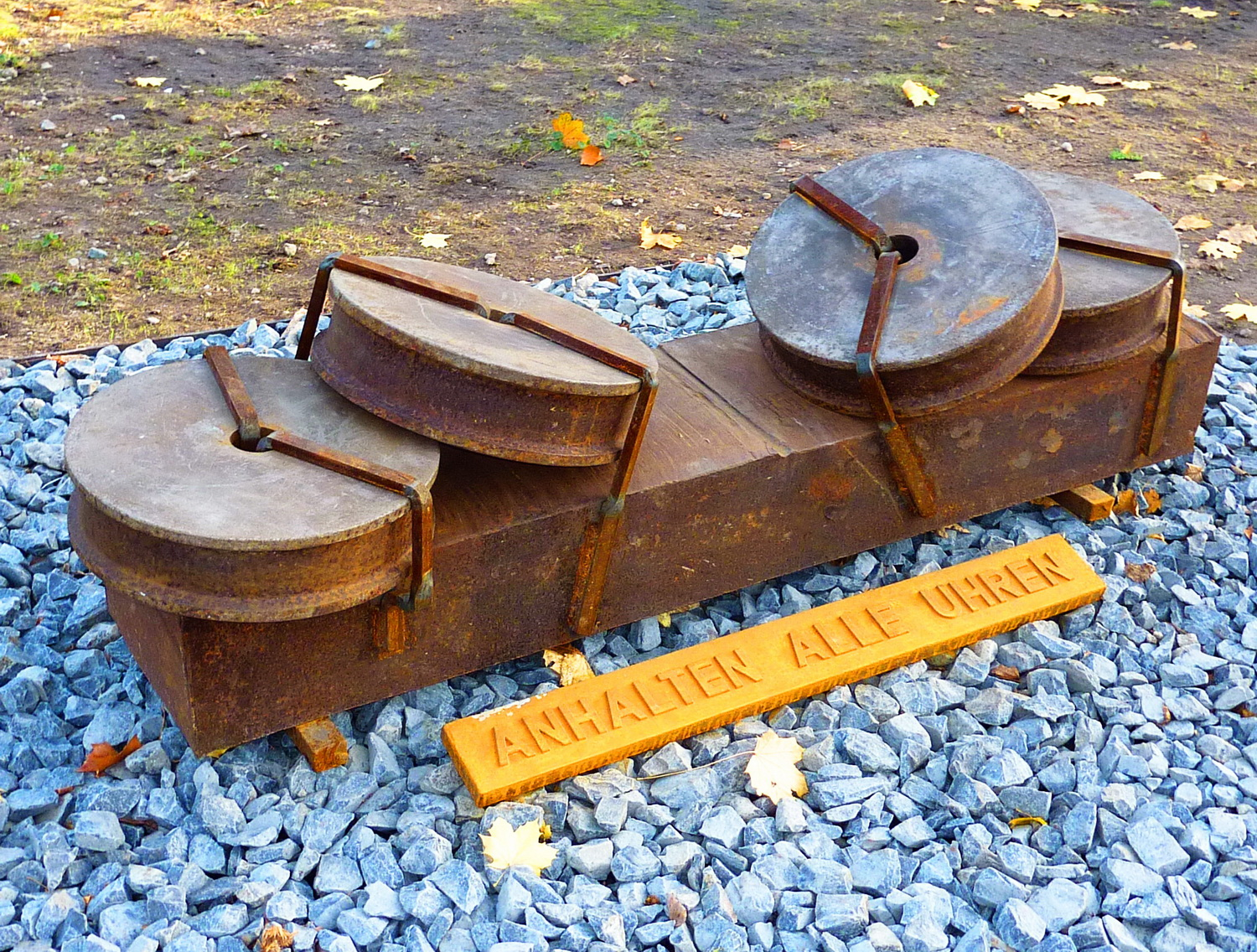
Mahnmal Anhalten Alle Uhren (2012) in Langenhagen, Klinikum Region Hannover; gemeinsam mit Almut Breuste